# Verestshaginella
Verestshaginella es un género de foraminífero bentónico considerado un sinónimo posterior de Textulariopsis de la familia Textulariopsidae, de la superfamilia Spiroplectamminoidea, del suborden Spiroplectamminina y del orden Lituolida. Su especie tipo era Textularia indistincta. Su rango cronoestratigráfico abarcaba el Cretácico superior.

## Discusión
Clasificaciones previas incluían Verestshaginella en el suborden Textulariina del orden Textulariida, o en el orden Lituolida sin diferenciar el suborden Spiroplectamminina.

## Clasificación
Verestshaginella incluye a las siguientes especies:
- Verestshaginella aralensis †
- Verestshaginella cenomana †
- Verestshaginella germana †
- Verestshaginella indistincta †
- Verestshaginella tuchaensis †
- Verestshaginella urupica †